# Flughafen Depati Amir

i8
i11
i13
Der Flughafen Depati Amir (indonesisch Bandar Udara Depati Amir,  auch Flughafen Pangkalpinang, IATA-Code: PGK, ICAO-Code: WIPK) liegt rund 3 Kilometer südlich von Pangkal Pinang, der Hauptstadt der indonesischen Provinz Bangka-Belitung.

## Fluggesellschaften und Ziele
| Fluggesellschaft           | Flugziele          |
| -------------------------- | ------------------ |
| Aviastar Mandiri           | Batam              |
| Garuda Indonesia           | Jakarta            |
| Lion Air                   | Jakarta            |
| Merpati Nusantara Airlines | Jakarta            |
| Sriwijaya Air              | Jakarta, Palembang |
| Wings Air                  | Batam              |